# Crkva Uznesenja Blažene Djevice Marije u Uskoplju
Crkva Uznesenja Blažene Djevice Marije je rimokatolička župna crkva u Uskoplju.
Godine 1869. izgrađena je prva župna crkva u Uskoplju, koja je zbog ruševnosti zatvorena 1913. godine. Današnja crkva je izgrađena u razdoblju između 1928. i 1931. godine. Crkva je izgrađena prema projektu češkog arhitekta Karla Paržika. Godine 1976. postavljen je veliki mozaik posvećen Gospi čiji je autor Josip Biffel. Tijekom bošnjačko-hrvatsko sukoba crkva je oštećena, a zvonik je uništen. Nakon rata crkva je obnovljena. Današnji izled crkva je dobila prije nekoliko godina.
Uz župnu crkvu nalazi se Dom sv. Ante koji je također obnovljen nakon što je u ratu potpuno uništen, te župna kuća.

## Vanjske poveznice
- Slike crkve na zupauskoplje.org